# CYP2F1
El citocromo P450 2F1 es una proteína que en los humanos está codificada por el gen CYP2F1.
Este gen codifica un miembro de la superfamilia de enzimas del citocromo P450. Las proteínas del citocromo P450 son monooxigenasas que catalizan muchas reacciones implicadas en el metabolismo de fármacos y la síntesis de colesterol, esteroides y otros lípidos. Esta proteína se localiza en el retículo endoplásmico y se sabe que deshidrogena el 3-metilindol, una toxina endógena derivada de la fermentación del triptófano, así como sustratos xenobióticos, como el naftaleno y ethoxycoumarin. Este gen es parte de un gran grupo de genes del citocromo P450 de las subfamilias CYP2A, CYP2B y CYP2F en el cromosoma 19q. 

## Lectura adicional
- Nhamburo PT, Kimura S, McBride OW (1990). «The human CYP2F gene subfamily: identification of a cDNA encoding a new cytochrome P450, cDNA-directed expression, and chromosome mapping.». Biochemistry 29 (23): 5491-9. PMID 1974816. doi:10.1021/bi00475a012.
- Bale AE, Mitchell AL, Gonzalez FJ, McBride OW (1991). «Localization of CYP2F1 by multipoint linkage analysis and pulsed-field gel electrophoresis.». Genomics 10 (1): 284-6. PMID 2045106. doi:10.1016/0888-7543(91)90514-F.
- Trask B, Fertitta A, Christensen M (1993). «Fluorescence in situ hybridization mapping of human chromosome 19: cytogenetic band location of 540 cosmids and 70 genes or DNA markers.». Genomics 15 (1): 133-45. PMID 8432525. doi:10.1006/geno.1993.1021.
- Hoffman SM, Fernandez-Salguero P, Gonzalez FJ, Mohrenweiser HW (1996). «Organization and evolution of the cytochrome P450 CYP2A-2B-2F subfamily gene cluster on human chromosome 19.». J. Mol. Evol. 41 (6): 894-900. PMID 8587134. S2CID 12153961. doi:10.1007/bf00173169.
- Hakkola J, Pasanen M, Hukkanen J (1996). «Expression of xenobiotic-metabolizing cytochrome P450 forms in human full-term placenta.». Biochem. Pharmacol. 51 (4): 403-11. PMID 8619884. doi:10.1016/0006-2952(95)02184-1.
- Andersen MR, Farin FM, Omiecinski CJ (1998). «Quantification of multiple human cytochrome P450 mRNA molecules using competitive reverse transcriptase-PCR.». DNA Cell Biol. 17 (3): 231-8. PMID 9539103. doi:10.1089/dna.1998.17.231.
- Lanza DL, Code E, Crespi CL (1999). «Specific dehydrogenation of 3-methylindole and epoxidation of naphthalene by recombinant human CYP2F1 expressed in lymphoblastoid cells.». Drug Metab. Dispos. 27 (7): 798-803. PMID 10383923.
- Chen N, Whitehead SE, Caillat AW (2002). «Identification and cross-species comparisons of CYP2F subfamily genes in mammals.». Mutat. Res. 499 (2): 155-61. PMID 11827709. doi:10.1016/S0027-5107(01)00274-3.
- Strausberg RL, Feingold EA, Grouse LH (2003). «Generation and initial analysis of more than 15,000 full-length human and mouse cDNA sequences.». Proc. Natl. Acad. Sci. U.S.A. 99 (26): 16899-903. Bibcode:2002PNAS...9916899M. PMC 139241. PMID 12477932. doi:10.1073/pnas.242603899.
- Carr BA, Wan J, Hines RN, Yost GS (2003). «Characterization of the human lung CYP2F1 gene and identification of a novel lung-specific binding motif.». J. Biol. Chem. 278 (18): 15473-83. PMID 12598524. doi:10.1074/jbc.M300319200.
- Tournel G, Cauffiez C, Billaut-Laden I (2007). «Molecular analysis of the CYP2F1 gene: identification of a frequent non-functional allelic variant.». Mutat. Res. 617 (1–2): 79-89. PMID 17327131. doi:10.1016/j.mrfmmm.2007.01.007.

- Datos: Q17911872